# Stephen William White
Stephen William White (né le 16 juillet 1840 à Philadelphie, en Pennsylvanie, mort en octobre 1914), fils d'Émily et David W. White, était secrétaire général de la Northern Central Railway ainsi que d'autres sociétés de chemins de fer de Pennsylvanie jusqu'à sa retraite en 1910. Il est surtout connu pour ses traductions en anglais des romans de Jules Verne dans le Philadelphia Evening Telegraph (en).

## Traductions
- Julius Hoffmann, Grandfather's Darling: A Tale (allemand : Großvaters Liebling: Eine Erzählung), Hoffman & Morwitz, 1872 (OCLC 24674298)
- Jules Verne, Dr. Ox's Experiment (Une fantaisie du docteur Ox), première publication dans le Philadelphia Evening Telegraph le 20 juin 1874 puis publié en livre de 124 pages (A Fancy of Doctor Ox; and, The Tour of the World in Eighty Days) plus tard cette même année.
- Jules Verne, Around the World in Eighty Days (Le Tour du monde en quatre-vingts jours), première publication dans le Philadelphia Evening Telegraph du 27 juin au 17 juillet 1874 puis publié en livre de 124 pages(A Fancy of Doctor Ox; and, The Tour of the World in Eighty Days) plus tard cette même année.
- Jules Verne, Journey to the Center of the Earth (Voyage au centre de la Terre), première publication dans le Philadelphia Evening Telegraph du 12 septembre au 5 octobre 1874 puis publié en livre (Journey to the Center of the Earth; And, A Winter's Sojourn in the Ice) plus tard cette même année.
- Jules Verne, A Winter amid the Ice (Un hivernage dans les glaces), première publication dans le Philadelphia Evening Telegraph du 6 octobre au 10 octobre 1874 puis publié en livre (Journey to the Center of the Earth; And, A Winter amid the Ice) plus tard cette même année.
- Jules Verne, The Mysterious Island (L'Île mystérieuse), première publication dans le Philadelphia Evening Telegraph en 1876 puis publié en livre de 198 pages (The Mysterious Island; With a Map of the Island and a Full Glossary) plus tard cette même année.

## Sources
- (en) William Bender Wilson, History of the Pennsylvania Railroad Company : With Plan of Organization, Portraits of Officials and Biographical Sketches, 1895 (1re éd. 1895) (lire en ligne), p. 52–54
- Norman Wolcott, Kieran O'Driscoll, « Victorian Translators: Stephen W. White and William Struthers Revealed », ibiblio